# Eleição municipal de Arapongas em 2016
A eleição municipal de Arapongas em 2016 foi realizada para eleger um prefeito, um vice-prefeito e 15 vereadores no município de Arapongas, no estado brasileiro do Paraná. Foram eleitos ) e  para os cargos de prefeito(a) e vice-prefeito(a), respectivamente.
Seguindo a Constituição, os candidatos são eleitos para um mandato de quatro anos a se iniciar em 1º de janeiro de 2017. A decisão para os cargos da administração municipal, segundo o Tribunal Superior Eleitoral, contou com 82 043 eleitores aptos e 15 249 abstenções, de forma que 18.59% do eleitorado não compareceu às urnas naquele turno.

## Antecedentes
Na eleição municipal de 2012, Padre Beffa, do Partido Humanista da Solidariedade (PHS), derrotou o candidato do antigo PMDM (hoje MDB) Waldyr Pugliesi no primeiro turno. O candidato eleito recebeu 47,88% dos votos válidos, ganhando com folga do segundo colocado, com 21,43%.

## Campanha
O prefeito eleito Sergio Onofre, do Partido Social Cristão, obteve uma liminar para participar do processo eleitoral, mesmo com o Tribunal de Contas do Estado do Paraná (TCE-PR) apontando o nome de Sergio e de ex-vereadores como inelegíveis por conta de um processo no TCE. Ele e outros vereadores teriam recebido subsídios acima dos limites constitucionais durante seus mandatos.
Durante a campanha, o ex-presidente Câmara de Vereadores prometeu um governo que atenda os araponguenses com humildade, carinho e respeito. 
A disputa apertada deixou Padre Beffa, ex-prefeito de arapongas, em segundo lugar.

## Resultados

### Eleição municipal de Arapongas em 2016 para Prefeito
A eleição para prefeito contou com 3 candidatos em 2016: José Aparecido Bisca do Partido da Social Democracia Brasileira, Antonio José Beffa do Partido Humanista da Solidariedade, Sergio Onofre da Silva do Partido Social Cristão que obtiveram, respectivamente, 0, 23 594, 24 465 votos. O Tribunal Superior Eleitoral também contabilizou 18.59% de abstenções nesse turno. 
| Candidato(a)                 | Vice                            | Coligação                            | Votos recebidos | Percentual |
| ---------------------------- | ------------------------------- | ------------------------------------ | --------------- | ---------- |
| Sergio Onofre da Silva (PSC) | Jair Milani                     | Unidos Por uma Nova Arapongas        | 24465           | 50.91%     |
| Antonio José Beffa (PHS)     | Evaldo Américo Galhardo Sanches | Honestidade e Transparência          | 23594           | 49.09%     |
| José Aparecido Bisca (PSDB)  | Valdecir Oliveira               | Experiência e Trapalho Por Arapongas | 0               | 0%         |

### Eleição municipal de Arapongas em 2016 para Vereador
Na decisão para o cargo de vereador na eleição municipal de 2016, foram eleitos 15 vereadores com um total de 57 545 votos válidos. O Tribunal Superior Eleitoral contabilizou 3 857 votos em branco e 5 392 votos nulos. De um total de 82 043 eleitores aptos, 15 249 (18.59%) não compareceram às urnas .
| Nome                       | Partido político                               | Coligação                                        | Votos recebidos | Percentual |
| -------------------------- | ---------------------------------------------- | ------------------------------------------------ | --------------- | ---------- |
| Angelica Ferreira          | Partido Social Cristão (PSC)                   | Partido Social Cristão (sem coligação)           | 2323            | 4.04%      |
| Antonio Carlos Chavioli    | Partido Humanista da Solidariedade (PHS)       | Compromisso com a Verdade                        | 1929            | 3.35%      |
| Levi Aparecido Xavier      | Partido Humanista da Solidariedade (PHS)       | Compromisso com a Verdade                        | 1827            | 3.17%      |
| Paulo Cesar de Araujo      | Movimento Democrático Brasileiro (MDB)         | Movimento Democrático Brasileiro (sem coligação) | 1623            | 2.82%      |
| Rubens Franzin Manoel      | Partido Progressista (PP)                      | Partido Progressista (sem coligação)             | 1480            | 2.57%      |
| Valdeir Jose Pereira       | Partido Humanista da Solidariedade (PHS)       | Compromisso com a Verdade                        | 1415            | 2.46%      |
| Osvaldo Alves dos Santos   | Partido Social Cristão (PSC)                   | Partido Social Cristão (sem coligação)           | 1235            | 2.15%      |
| Adauto Fornazieri          | Partido Social Cristão (PSC)                   | Partido Social Cristão (sem coligação)           | 1121            | 1.95%      |
| Aroldo Cesar Pagan         | Partido Humanista da Solidariedade (PHS)       | Compromisso com a Verdade                        | 1061            | 1.84%      |
| Fernando Henrique Oliveira | Partido da Social Democracia Brasileira (PSDB) | Arapongas de Volta ao Desenvolvimento            | 961             | 1.67%      |
| Miguel Messias Gomes       | Solidariedade (SD)                             | Solidariedade (sem coligação)                    | 884             | 1.54%      |
| Marcio Antonio Nickeing    | Partido Socialista Brasileiro (PSB)            | Partido Socialista Brasileiro (sem coligação)    | 786             | 1.37%      |
| Cleide Amalfe Bisca        | Partido da Social Democracia Brasileira (PSDB) | Arapongas de Volta ao Desenvolvimento            | 775             | 1.35%      |
| Ademir Gallo Esplendor     | Partido Democrático Trabalhista (PDT)          | Partido Democrático Trabalhista (sem coligação)  | 727             | 1.26%      |
| Reivaldo dos Santos        | Partido Trabalhista Brasileiro (PTB)           | Novos Nomes. Nova Política                       | 571             | 0.99%      |

## Análise
A vitória de Sergio Onofre sobre o ex-prefeito Padre Beffa mostra a insatisfação do povo araponguense com o mandato do segundo. Sergio, mesmo após ser apontado como ilegível, foi eleito prefeito. O prefeito e mais três vereadores são do PSC, partido com mais eleitos em Arapongas, juntamente com PHS, que terminou com quatro vereadores. 